# Hauterive (Allier)
Hauterive – miejscowość i gmina we Francji, w regionie Owernia-Rodan-Alpy, w departamencie Allier.

## Demografia
Według danych na rok 1990 gminę zamieszkiwało 1077 osób, a gęstość zaludnienia wynosiła 133 osoby/km². W styczniu 2015 r. Hauterive zamieszkiwało 1218 osób, przy gęstości zaludnienia wynoszącej 150,4 osób/km².